# یوشیهیسا یوشیکاوا
یوشیهیسا یوشیکاوا (انگلیسی: Yoshihisa Yoshikawa; ۴ سپتامبر ۱۹۳۶ – ۱۲ اکتبر ۲۰۱۹) ورزشکار اهل ژاپن بود.
وی در مسابقات کشوری و بین‌المللی در مجموع برندهٔ ۴ مدال طلا، ۲ مدال برنز شده‌است.